# Копальня Серрабаль
Копальня Серрабаль — виробничий майданчик на північному заході Іспанії, що займається видобутком кварцу.
Родовище кварцу Серрабаль знайшли в 1968-му два гірничі інженери. Вони ж разом з третім партнером спробували організувати розробку, причому сама назва Серрабаль складалася з перших складів прізвищ партнерів. Втім, організувати експлуатацію їм не вдалось і у 1972-му права на розробку продали компанії Arenas y Cuarzo. З 1978-го гірничу ліцензію на видобуток кварцу мала компанія Rocas, Arcillas y Minerales (Ramsa). В подальшому Ramsa була викуплена компанією FerroAtlántica (з 1992-го належить до іспанської групи Villar Mir), яка в 1990-х роках сконцентрувала в своїх руках всю феросплавну галузь Іспанії — заводи в Монсоні, Бу, Сее, Думбрії, а також завод металургійного кремнію в Сабоні. З 2015-го контроль над копальнею перейшов до Ferroglobe, створеної злиттям FerroAtlántica з американською Globe Specialty Metals.
Станом на першу половину 2020-х потужність копальні становить 330 тисяч тонн кварцу на рік. При цьому в 2021, 2022 та 2023 роках фактично видобуто 300, 288 та 201 тисячу тонн. Розробка ведеться відкритим способом.
Окрім кварцу металургійної якості, копальня продає наповнювач — дрібний пісок.
Можливо відзначити, що в певний момент частину копальні хотіли закрити через проходження поряд траси швидкісної залізниці. Втім, у підсумку домовились накрити колії бетонним захистом, який дозволяє провадити підривні роботи в копальні в нормальному режимі.